# Četvrta hrvatska nogometna liga
Četvrta hrvatska nogometna liga ili 4. HNL predstavljala je četvrti razred nogometnih liga u Hrvatskoj, od sezona 2006./07. do 2011./12.
Četvrta hrvatska nogometna liga u ovom obliku je osnovana 2006. godine, nakon spajanja 2. HNL – Sjever i 2. HNL – Jug u jedinstvenu 2. HNL.
Navedenim promjenama je dio klubova iz druge lige ispao u 3. HNL, a dio klubova iz trećih liga zajedno s najboljim klubovima županijskih liga je sačinio novostvorene skupine 4. HNL.
Prva sezona 4. HNL je odigrana 2006./07. U ranijim prvenstvima četvrti razred nogometnih liga predstavljale su Prve županijske nogometne lige, osim u sezonama 1995./96. i 1996./97., kada je stvaranjem 1. B HNL (koja je u stvarnosti predstavljala drugi razred), četvrti natjecateljski razred zapravo predstavljala 3. HNL. U sezoni 1994./95. je također postojala 4. HNL, koja je tada stvorena kao nasljednica regionalnih liga, no nije zaživjela duže od jedne sezone, te je pod tim imenom funkcionirala jedino na prostoru Sjeverne Hrvatske.
U nekim područjima su utemeljene Međužupanijske nogometne lige ili lige nogometnih središta po principu prijašnjih skupina 4. HNL.

## 4. HNL u sezoni 2010./11.
Četvrta HNL se sastoji od osam zasebnih skupina i to: 
- 4. HNL – Istok (poznata kao Međužupanijska Regionalna nogometna liga)

(uključuje županije: Osječko-baranjsku, Vukovarsko-srijemsku, Požeško-slavonsku i Brodsko-posavsku i broji 16 klubova)
- 4. HNL – Sjever A

(uključuje županije: Međimursku i Varaždinsku i broji 14 klubova)
- 4. HNL – Sjever B

(uključuje županije: Koprivničko-križevačku, Bjelovarsko-bilogorsku i Virovitičko-podravsku i broji 17 klubova)
- 4. HNL – Središte A

(uključuje županije: Karlovačku, Krapinsko-zagorsku i grad Zagreb i broji 16 klubova)
- 4. HNL – Središte B

(uključuje županije: Sisačko-moslavačku i Zagrebačku i broji 16 klubova)
- 4. HNL – Zapad

(uključuje županije: Primorsko-goransku, Ličko-senjsku i Istarsku i broji 15 klubova) 
- 4. HNL – Jug A

(uključuje županije: Šibensko-kninsku i Zadarsku i broji 15 klubova)
- 4. HNL – Jug B

(uključuje županije: Splitsko-dalmatinsku i Dubrovačko-neretvansku i broji 16 klubova)

## Dosadašnji pobjednici

### Istok
| sezona    | klubova | pobjednik          |
| --------- | ------- | ------------------ |
| 2006./07. | 16      | Slavija Pleternica |
| 2007./08. | 16      | Đakovo             |
| 2008./09. | 16      | Lipik              |
| 2009./10. | 18      | Otok               |
| 2010./11. | 18      | BSK Bijelo Brdo    |

### Sjever
| sezona    | podskupina | klubova | pobjednik               |
| --------- | ---------- | ------- | ----------------------- |
| 2006./07. | Sjever A   | 14      | Omladinac Novo Selo Rok |
| 2006./07. | Sjever B   | 12      | Virovitica              |
| 2007./08. | Sjever A   | 14      | Mladost Prelog          |
| 2007./08. | Sjever B   | 16      | Podravac Virje          |
| 2008./09. | Sjever A   | 14      | Sloboda Varaždin        |
| 2008./09. | Sjever B   | 17      | Kalinovac               |
| 2009./10. | Sjever A   | 14      | Podravina Ludbreg       |
| 2009./10. | Sjever B   | 16      | Slatina                 |
| 2010./11. | Sjever A   | 14      | Nedeljanec              |
| 2010./11. | Sjever B   | 14      | Mladost Ždralovi        |

### Središte
| sezona    | podskupina | klubova | pobjednik                  |
| --------- | ---------- | ------- | -------------------------- |
| 2006./07. | Središte A | 16      | Lokomotiva Zagreb          |
| 2006./07. | Središte B | 18      | Polet Buševec              |
| 2007./08. | Središte A | 16      | Maksimir Zagreb            |
| 2007./08. | Središte B | 18      | Metalac Sisak              |
| 2008./09. | Središte A | 16      | Špansko Zagreb             |
| 2008./09. | Središte B | 18      | Zelina (Sveti Ivan Zelina) |
| 2009./10. | Središte A | 16      | Radnik Sesvete             |
| 2009./10. | Središte B | 18      | Dugo Selo                  |
| 2010./11. | Središte A | 16      | Dubrava Zagreb             |
| 2010./11. | Središte B | 16      | Stupnik (Donji Stupnik)    |
| 2011./12. | Središte A | 16      | Maksimir Zagreb            |
| 2011./12. | Središte B | 16      | Bistra (Donja Bistra)      |

### Zapad
| sezona    | klubova | pobjednik                 |
| --------- | ------- | ------------------------- |
| 2006./07. | 15      | Rovinj                    |
| 2007./08. | 14      | Grobničan Čavle           |
| 2008./09. | 15      | Crikvenica                |
| 2009./10. | 15      | Opatija                   |
| 2010./11. | 15      | Vinodol (Novi Vinodolski) |
| 2011./12. | 15      | Naprijed Hreljin          |

### Jug
| sezona    | podskupina  | klubova | pobjednik                |
| --------- | ----------- | ------- | ------------------------ |
| 2006./07. | Jug A       | 8       | Neretvanac Opuzen        |
| 2006./07. | Jug B       | 11      | Hrvace                   |
| 2007./08. | Jug A       | 11      | Split                    |
| 2007./08. | Jug B       | 10      | Raštane (Gornje Raštane) |
| 2008./09. | Jug A       | 12      | Uskok Klis               |
| 2008./09. | Jug B       | 11      | Polača                   |
| 2009./10. | Jug – DN    | 10      | BŠK Zmaj Blato           |
| 2009./10. | Jug – SD    | 14      | Mladost Donji Proložac   |
| 2009./10. | Jug – ŠK/ZD | 14      | Polača                   |
| 2010./11. | Jug A       | 15      | Krka Lozovac             |
| 2010./11. | Jug B       | 16      | Val Kaštel Stari         |
| 2011./12. | Jug A       | 16      | Krka Lozovac             |
| 2011./12. | Jug B       | 14      | Kamen Ivanbegovina       |
| 2011./12. | Jug C       | 6       | Župa dubrovačka Čibača   |

## Vanjske poveznice
- RSSSF